# Killing Joke
Killing Joke (читается Ки́ллин джо́ук; с англ. — «Убийственная шутка») — британская рок-группа, образовавшаяся в Лондоне, Англия, в 1979 году, исполнявшая постпанк на стыке панк-рока и метала и оказавшая значительное влияние на развитие индастриала. Влияние Killing Joke признавали, в числе прочих, Nirvana, Ministry, Fear Factory, Nine Inch Nails, Metallica, Soundgarden, Faith No More, Korn, Amebix, Big Black.

## История группы
Если верить легенде, история Killing Joke началась в очереди к бирже безработных: именно здесь в конце 1978 года Джереми (Джэз) Коулман завёл со знакомым беседу о своих музыкальных устремлениях, и тот заметил: «Хочу тебя кое с кем познакомить». Вскоре на лондонской квартире этого знакомого в Ноттинг-хилле и состоялась встреча Коулмана и Пола Фергюсона. Как вспоминал первый из них, ещё не успев заговорить, оба почувствовали, что судьба не зря свела их вместе, а чтобы создавать (как позже называл это барабанщик) «музыку блюющей планеты Земля» (англ. sound of the earth vomiting).
Сначала Коулман в качестве клавишника присоединился к группе Matt Stagger Band, где играл Фергюсон, затем эти двое решили заняться совместным творчеством с целью создать в музыке «…нечто, способное выразить всю красоту и утончённость атомного века — в стиле, звуке и содержании». На объявление, помещённое в музыкальной прессе (текст которого был таким: «Хотите стать частью Убийственной шутки? Тотальная публичность, тотальная анонимность, тотальная эксплуатация!»), откликнулись гитарист Кевин (Джорди) Уокер и бас-гитарист Мартин «Youth» Гловер, прежде — участник The Rage.

### Дебют
Переехав в Ноттинг-хилл, Killing Joke записали дебютный EP Almost Red — на деньги, которые Джэз занял у своей подруги. Пластинка произвела впечатление на Джона Пила, и тот предложил группе записаться у него в студии. В конце 1979 года Killing Joke подписали контракт с Island Records: под этой «крышей» и был образован (в сотрудничестве с художником Майклом Коулзом) их собственный лейбл Malicious Damage , выпустивший дебютный сингл «Wardance» (февраль 1980 года).

Некоторое время тираж распространял Island Records, затем Killing Joke перешли на E.G. Records и выпустили дебютный Killing Joke, звучание которого характеризовалось как «чёрно-белое, маниакальное, апокалиптическое», словно обёрнутое в облако электроники, насыщенное пульсирующими первобытными ритмами". Панк-метал-альбом, насыщенный гитарным дисторшном, многие критики впоследствии стали относить к прото-индастриал. Рецензент Allmusic отметил тот факт, что Metallica шесть лет спустя сделала кавер на «The Wait», и назвал альбом «андеграундной классикой». Об успехе песни «Change», ставшей популярной в клубах и на дискотеках, как в Британии, так и в США, Фергуюсон говорил: 
Это агрессивная музыка, а не вежливая форма развлекательности… У нас здесь <в США> появились песни в танцевальных чартах, и это меня радует. Killing Joke, насколько я себе представляю, играют танцевальную музыку. И я совсем не против того, что мы в диско-чартах: думаю, это даёт нашему миру огромную надежду.Пол Фергюсон
Начав активные гастроли, Killing Joke тут же вызвали скандал провокационными постерами. Один из них, изображавший папу римского, благословляющего германских нацистов, привел к запрету на выступления ансамбля в Глазго. Примерно в то же время в музыкальной прессе стали появляться намеки на то, что Коулмен и коллеги злоупотребляют нацистской символикой. Впоследствии выяснилось, что музыканты, напротив, придерживаются левых взглядов, а Коулмен (наполовину — индиец) ненавидит расизм и фашизм.

### 1981—1982
Все песни второго альбома Killing Joke написали в студии. Джорди рассказывал, что процесс шёл сравнительно трудно, поскольку материал дебютной пластинки готовился год. Альбом ...what’s THIS For..., вышедший в 1981 году, продолжил развитие основной темы, выраженной как в текстах, так и в звуке, которая формулировалась примерно так: рациональный, логический период в развитии человека завершён, теперь он возвращается в своё первобытное состояние. Не изменяя однажды найденной формуле, группа приступила здесь к экспериментам. Как отмечает Trouser Press, Вокал Коулмена (не утратив брутальности) стал здесь артистичнее, заметнее стали партии Юса.
По окончании мирового турне Killing Joke отправились в Германию, где приступили к студийной работе с известным продюсером Конни Планком. Результатом их сотрудничества стал третий альбом Revelations (1982), в котором к глобальным, «взрывным» темам добавились личные, в частности, связанные с давлением со стороны записывающей компании, которое ощутила на себе группа.
В этот момент (как раз перед началом предполагавшегося нового всемирного тура) Коулман, к этому времени увлекшийся оккультизмом, испытал нечто вроде нервного срыва. Он покинул группу и направился в Исландию — по соображениям, каким-то образом связанным с неминуемым, по его представлениям, Концом света. Вскоре к нему присоединился Джорди: здесь они сыграли с несколькими местными группами, включая Theyr, которые позже превратились в Sugarcubes). Юс последовал за коллегами, но вскоре вернулся в Англию, где с Фергюсоном образовал побочный проект Brilliant, названный в честь би-сайда сингла «Empire Song». Впрочем, Гловер покинул состав до выхода дебютного сингла «That’s What Good Friends Are For» — это был недвусмысленный выпад Юса в адрес недавних друзей, обосновавшихся в Исландии и встретивших его проект враждебно: Коулмен назвал то, что производят Brilliant «музыкой денег», money music.

### 1983—1987
Джэз, Джорди и Пол Фергюсон с новым, прежде неизвестным басистом Полом Рэйвеном реформировали Killing Joke и отправились в европейские, а затем и американские гастроли. Несколько концертов в Торонто были записаны и вышли в 10-дюймовом формате под заголовком HA, Killing Joke Live.

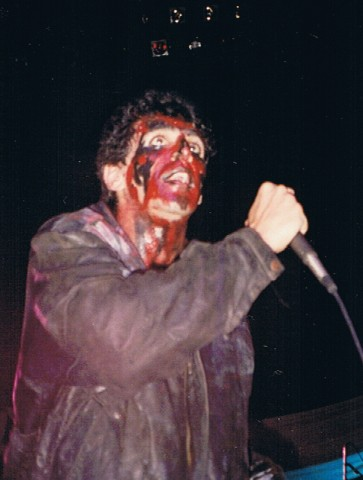
Джэз Коулман в 1991 году. Чикаго, Иллинойс

Подписав контракт с Polydor, Killing Joke в 1983 году вышли к широкой аудитории с четвёртым студийным альбомом. Fire Dances, на обложке которого впервые появилась фотография участников, ознаменовал поворот группы к более артовому звучанию. Первым синглом из него вышел «Let’s All Go (To The Fire Dances)»; затем последовали синглы «Birds Of A Feather», «Me Or You» (12"), «A New Day» (в альбом они не попали) и «Eighties», зазвучавший на радио. На последовавшие затем гастроли группа вышла с новым имиджем (включавшем использование металлических и резиновых деталей в одежде, а также гигантские советский и американский флаги). Вершиной этого этапа творческого развития группы считается альбом Night Time (1985), записанный в Берлине, куда вошёл и трек «Eighties». Звучание альбома было отмечено мелодичной клавишной текстурой и искусной гитарной работой («Kings and Queens», «Europe». Сингл из альбома «Love Like Blood» неожиданно для самих музыкантов поднялся до 16-го места в Британии и стал популярен на дискотеках — как в Европе, так и в США.
После выхода Brighter than a Thousand Suns в прессе появились первые инсинуации о том, что группа поддалась давлению E.G., потребовавшей смягчить звучание в коммерческих интересах.
В 1987 году события приняли ещё более странный поворот. Записывающая компания без согласия Коулмена приняла решение выпустить (как студийный альбом Killing Joke) демо-плёнки, которые тот записывал большей частью самостоятельно, иногда — с Джорди. В конечном итоге Коулман принял участие в спешной доработке треков, но попытка ввести в контекст этих расплывчатых произведений ритм-секцию оказалась неудачной, и вскоре Рэйвен с Фергюсоном покинули группу. Их заменили Джимми Коупли и Джефф Скантлбери, с которыми и был выпущен Outside the Gate (1988). Альбом, сделанный в спешке, был встречен критикой в штыки, но, как отмечалось впоследствии, был по-своему интересен (в частности, содержал сатирический трек «America», некоторые необычные музыкальные размеры, а также «One Jump Ahead» с необычным вокальным решением, напоминавшим рэп). Большую часть 1988 года группа провела в судебных разбирательствах, пытаясь освободиться от менеджмента и контракта с E.G. Records. В конце года Коулмен слег с диагнозом: нервное истощение.
19 сентября 1987 года Коулман (под аккомпанемент Джорди и Скантлбери) провел лекцию в лондонском институте Курто (англ. London’s Courtauld Institute), в которой подробно изложил концепцию альбома Outside the Gate, затронув целый ряд оккультных тем, включая нумерологию. Запись этого выступления два года спустя была выпущена альбомом под заголовком The Courtauld Talks (1989).

### 1988—1991
В конце 1988 года Коулмен и Джорди, к которым присоединился барабанщик Мартин Эткинс (экс-Public Image Ltd., Ministry), решили вернуться к концертной деятельности. Не имея контракта, но подготовив новый песенный материал, группа отправилась в турне по американским клубам, пригласив к участию бас-гитариста по имени Тайф (Taif, участника гастрольного состава Ллойда Коула). В британской прессе появились сообщения, что к Killing Joke присоединился Энди Рурк (экс-Smiths); действительно, он вошёл в состав, но почти сразу же был по неуточнявшимся причинам уволен («Он оказался порядочной сволочью», — позже говорил Эткинс). В этом низкобюджетном мероприятии принял участие клавишник Джон Бехдел (John Bechdel, в разное время — участник Ministry, Fear Factory, Prong, Pigface, Abstinence, False Icons, Ascension of the Watchers).
Питаясь сэндвичами, и разъезжая в фургоне, группа провела насыщенное турне, дав три концерта в Нью-Йорке; здесь же Коулман выступил с отдельной речью, обрушившись на записывающую компанию, развалившую группу. Его выступление, куда были приглашены фэны, было записано MTV (для программы «120 Minutes»). К этому времени относится создание Organization of the Distant Island Charter, фэн-группировки, базировавшейся в Чикаго (городе, родом откуда был Эткинс). В августе 1989 года Коулмен вместе с Энн Дадли из Art Of Noise записал Songs From the Victorious City.
Наконец в 1990 году Killing Joke подписал контракт с Noise Entertainment (филиалом германского конгломерата BMG) и здесь, с вернувшимся Полом Рэйвеном записали свой восьмой альбом Extremities, Dirt & Various Repressed Emotions, звучанием отразил настроение отчаяния, царившее в группе. Синглом из него вышел «Money Is Not Our God». Killing Joke дали несколько концертов в Европе после чего вновь наступило затишье.
Появились слухи о трениях между Эткинсом и Коулманом: предполагалось, что именно с целью выжить из состава последнего, первый пригласил в Миннесоту Рэйвена и Джорди, барабанщика Пола Фергюсона, клавишника Бехдела и вокалиста Криса Конелли (участника Finitribe и Revolting Cocks) в студию его собственного лейбла Invisible Records, чтобы записать альбом Murder Inc. под одноимённой «вывеской». Альбом вышел в 1992 году, был перевыпущен, исчез бесследно и вместе с ним — новоиспечённая группа. К этому времени Коулмен уже находился в Новой Зеландии, где — снова во власти мыслей о грядущем Апокалипсисе — он поселился в полном уединении. И другие участники группы, официально о распаде не объявлявшей, занялись каждый своими делами. Джорди женился и переехал в Детройт, к супруге. В какой-то момент он прошёл прослушивание в Faith No More и мог бы заменить здесь уволенного гитариста Джима Мартина, но в последний момент передумал. Пол Рэйвен образовал The Hellfire Club, затем присоединился к Prong. Эткинс стал участником Pigface.

### 1992 — настоящее время
В 1992 году Virgin Records взялась за подготовку антологии Killing Joke: Laugh? I Nearly Bought One! и пригласили Джорди к процессу подготовки материала. Тот пригласил Юса (к тому времени уже ставшего авторитетным продюсером) на предмет участия в оформлении пластинки. Тот предложил реформировать группу, и Killing Joke выпустили синглами ранние версии «Change» и «Wardance».
Вскоре Killing Joke подписали контракт с Zoo Entertainment (ещё одним подразделением BMG) и приступили к работе над новым альбомом. Pandemonium записывался весной-осенью 1994 года в новозеландской York Studios, принадлежавшей Джезу и Butterfly Studio в Брикстоне, принадлежавшей Юсу, при участии сессионного барабанщика Джеффа Дагмора (англ. Geoff Dugmore). Юс, выступивший в качестве продюсера, включил в микс, в частности, вокальные партии, записанные в Египте. Хитом стал сингл «Millennium»; с ним группа выступила в программе Top of the Pops, после чего вышла в турне, но без Юса, которого временно заменил Трой Грегори (англ. Troy Gregory, экс-Prong).
Последовавший затем альбом Democracy продолжил тенденцию возвращения Killing Joke к изначальному, «первобытному» стилю. После проведённого турне в его поддержку, однако, в истории коллектива вновь наступила длительная пауза.
Некоторое время Коулман сотрудничал с новозеландской группой Shihad, для которой записал альбом Churn (барабанщик коллектива Том Ларкин сыграл в нескольких вещах «Pandemonium»), после чего стал «штатным композитором» для двух симфонических оркестров: Новозеландского и Чешского. В Чехии он стал особенно популярен и даже получил главную роль в фильме «Rok ďábla» («Год Дьявола») режиссёра Петра Зеленки, который позже снял клип на «Hosannas from the Basements of Hell».
В 2002 году Коулмен, Джорди и Юс реформировали Killing Joke и записали одноимённый альбом, который был высоко оценен критиками и считается одним из лучших в истории группы. На ударных сыграл Дэйв Грол (Nirvana, Foo Fighters, Probot), давний поклонник творчества Killing Joke. Синглами из альбома вышли «Loose Cannon» и «Seeing Red». Стимулом к воссоединению, по словам участников группы, стала война в Ираке (это и одна из основных тем пластинки — наряду с Армагеддоном). Последующее гастрольное турне группа провела с Рэйвеном (но уже без Юса, который вновь отошёл от дел) и барабанщиком Тедом Парсонсом (англ. Ted Parsons, экс-Prong).
Пол Рэйвен умер 20 октября 2007 года от острого сердечного приступа. Бас-гитарист, незадолго до этого закончивший гастроли с Ministry, работал в студии с французской группой Treponem Pal, Тедом Парсонсом (экс-Prong, Jesu) и участниками The Young Gods в небольшой деревушке на франко-швейцарской границе.
В ноябре 2009 года музыканты объявили о том, что приступили к работе над новым, четырнадцатым студийным альбомом. Absolute Dissent вышел 27 сентября 2010 года на Spinefarm Records. За релизом последовали туры в Европе и США. Альбом был положительно встречен критиками, а журнал Metal Hammer поставил его на четвёртое место в рейтинге лучших альбомов 2010 года. Следующий альбом MMXII, посвящённый феномену 2012 года и современной футурологии, вышел 2 апреля 2012 года и достиг 44 строчки в UK Album Charts.
Очередной альбом, озаглавленный Pylon, анонсирован на 23 октября 2015 года. Комментируя название грядущего диска, басист Мартин «Youth» Гловер сказал: «Это просто… Непреклонный, жестокий, индустриальный суицид… Это третий альбом из триптиха, который включал „Absolute Dissent“ и „MMXII“… Это тяжелая и бескомпромиссная запись с мрачной антиутопической лирикой и небольшим праздником для фантазеров… Здесь много мрачных и болезненных эмоций. Если честно, мы по-прежнему не разобрались с жанром, так что наша музыка всегда покрывала целый спектр влияний, начиная от диско и заканчивая тяжелым металом».

## Дискография

### Альбомы
- 1980 — Killing Joke
- 1981 — What’s THIS For…!
- 1982 — Revelations
- 1983 — Fire Dances
- 1985 — Night Time
- 1986 — Brighter than a Thousand Suns
- 1988 — Outside the Gate
- 1989 — The Courtauld Talks
- 1990 — Extremities, Dirt & Various Repressed Emotions
- 1994 — Pandemonium
- 1996 — Democracy
- 2003 — Killing Joke
- 2006 — Hosannas from the Basements of Hell
- 2010 — Absolute Dissent
- 2012 — MMXII
- 2015 — Pylon